# Sialia currucoides
Sialia currucoides е вид птица от семейство Turdidae. Видът е незастрашен от изчезване.

## Разпространение
Разпространен е в Канада, Мексико и САЩ.